# Ethniki Odos 29
Die Ethniki Odos 29 (griechisch Εθνική Οδός 29 ‚Nationalstraße 29‘) ist eine 43 km lange Straßenverbindung in Griechenland. Sie verbindet Itea mit dem Kloster Hosios Lukas.

## Verlauf
Die Straße führt von Itea (Ιτέα) am Nordufer des Golfs von Korinth über Desfina (Δεσφίνα) nach Distomo (Δίστομο) und von dort weiter nach Stiri (Στείρι). Sie setzt sich bis zum Kloster Hosios Lukas (UNESCO-Weltkulturerbe) fort, an dem sie endet.